# Lundby (varumärke)

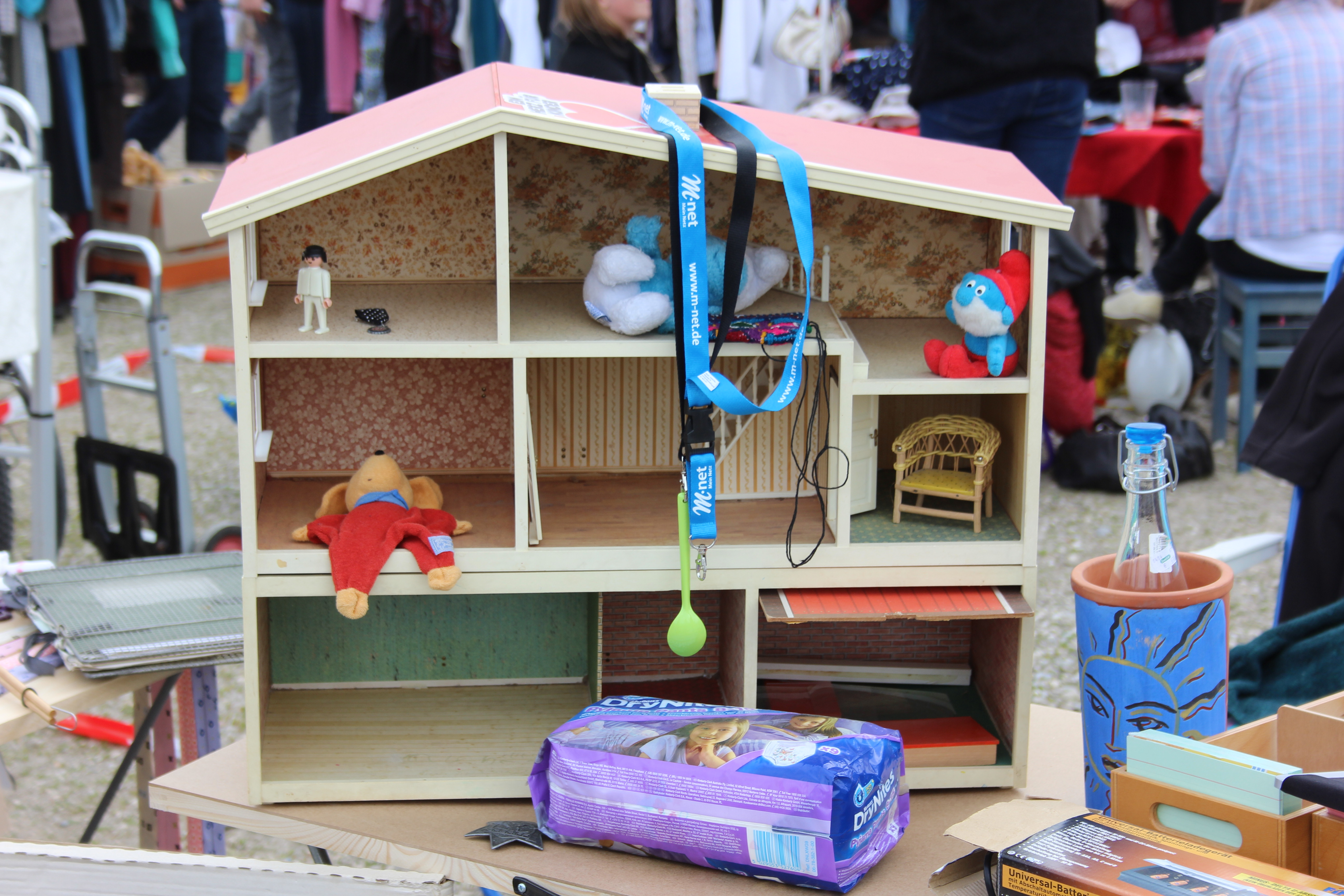
Ett docksåp från Lundby på en loppmarknad.

Lundby är ett svenskt leksaksvarumärke som är känt för sina dockskåp, som är i skala 1:18 och tillverkar de mest sålda dockskåpen i världen. Märket Lundby ägs sedan 1997 av Micki Leksaker AB, som även det tidigare tillverkade dockskåp under eget namn.  
Lundby har fått sitt namn efter området Lundby på Hisingen i Göteborg. Verksamheten startades av Grete Thomsen som började tillverka dockskåp. Grete Thomsen och hennes man Axel Thomsen började tillverka dockskåp på beställning och en fabrik startades i Lerum. Bror Åsberg drev företaget mellan åren 1953-1964. Även under 1970-talet pågick hemproduktion i Lerumstrakten, där främst hemmafruar, monterade dockskåpsmöbler, något som företaget tjänade pengar på. Marginalen på själva dockhusen var låg. Åren 1998-1999 flyttades tillverkningen till Kina.

## Dockhusens namn
Lundbys dockskåp hade tidigare namn efter svenska städer. Ett dockskåp som inte är lika känt nuförtiden är dockskåpet Norrland. Storsäljaren Göteborg ser likadan ut idag som när det först började produceras, men kallas idag för Småland. Dockskåpet Stockholm började produceras på 1970-talet och hade en mer elegant överklasstil på möblerna som var tänkt att appellera till den utländska, framförallt amerikanska, publiken mer. Populärt kallades Stockholmshuset för Dallasvillan efter den dåvarande populära TV-serien. 
2005 började Micki sälja Stockholmshuset igen, nu dock med moderna Ikea-reproduktioner, bland annat bäddsoffan Klippan. Det fanns även moderna tillbehör såsom platt-TV, bubbelbad och hottub som tillval. Lundbys framgång ligger i att de har haft förmågan att analysera inredningstrender och snabbt få ut dessa i dockskåpsformat. Från början tillverkades möblerna i trä, men numera är plast det dominerande tillverkningsmaterialet.

## LEGO-distributör
Lundby Leksaksfabrik innehade agenturen för Lego från år 1955 fram till den 15 december 1959 då Lego startade eget svenskt dotterbolag. Legot som såldes i Sverige importerades i huvudsak från det norska bolaget Legio A/S eftersom Billund ej hade kapacitet att tillverka till alla länder. Bror Åsberg, tidigare direktör vid Lundby, blev direktör för Svenska Lego AB, som förlades i Lerum.

## Lundbys dockskåp i populärkulturen
Ett dockskåp från Lundby fanns med i Sveriges Televisions julkalender Det blir jul på Möllegården 1980.
När Stockholms stadsteater satte upp Arsenik och gamla spetsar 2009, utformades scenografin som ett hus likt det mest kända av Lundbys dockskåp, dockskåpet "Göteborg"/"Småland".